# バイエル薬品
バイエル薬品株式会社（バイエルやくひん、英: Bayer Yakuhin, Ltd.）は、大阪府大阪市北区梅田二丁目に本社を置く日本の製薬会社である。

## 会社概要
- 1863年、ドイツに「フリードリヒ・バイエル社」が創立。
- 1888年、バイエル医薬品「フェナセチン」が日本に紹介される。
- 1911年、「フリードリヒ・バイエル合名会社」を設立。

- 1973年4月、バイエル・吉富・武田・明治の4社による日独合弁にて創立された。
- 医療用医薬品事業を中心に、医療機器・ヘルスケア事業を行っている。
- 2007年7月、「日本シエーリング株式会社」と事業統合し、新生「バイエル薬品株式会社」となった。
- 2020年までは動物用医薬品を製造していたが、現在はエランコに事業を引き継いだ。

## 製品案内

### 医療用医薬品
※ 代表的な製品のみ記載。
- ゼチーア錠10mg
- ホスレノール
- アダラート
- イグザレルト錠
- バイアスピリン錠100mg
- アスペノン
- アデムパス錠
- レビトラ錠
- アトーゼット
- ロスーゼット
- アイリーア
- ヤーズフレックス
- ミレーナ
- ゾーフィゴ
- ネクサバール
- スチバーガ
- コージネイト
- コバールトリイ
- ガドビスト
- クラリチン

### 一般用医薬品
- バイエルアスピリン - 非ピリン系解熱鎮痛薬
- スコービオ - 水虫薬
- バイクリア - 水虫薬

### 医療機器
- ブリーズ2

### 動物用薬品
- バイトリル

## 主要事業所

### 事業所一覧
2016年（平成28年）1月1日時点
- 本社
  - 〒530-0001 - 大阪市北区梅田2-4-9（ブリーゼタワー）
- 東京支社
  - 〒100-8265 - 東京都千代田区丸の内1-6-5（丸の内北口ビル26階）

支店・動物用薬品事業部・配送センター・工場・営業所
- 北海道支店（北海道地方エリア担当）
  - 〒060-0001 - 札幌市中央区北1条西4-1-2（武田りそなビル7階）
- 東北支店（東北地方エリア担当）
  - 〒980-0811 - 仙台市青葉区一番町1-9-1（仙台トラストタワー17階）
- 動物用薬品事業部
  - 〒100-8265 - 東京都千代田区丸の内1-6-5（丸の内北口ビル25階）
- 東京支店（東京都エリア担当）
  - 〒100-8265 - 東京都千代田区丸の内1-6-5（丸の内北口ビル25階）
- 北関東甲信越支店（北関東・甲信越地方エリア担当）
  - 〒100-8265 - 東京都千代田区丸の内1-6-5（丸の内北口ビル25階）
- 千葉・埼玉支店（千葉・埼玉・南関東エリア担当）
  - 〒100-8265 - 東京都千代田区丸の内1-6-5（丸の内北口ビル25階）
- 神奈川支店（神奈川エリア担当）
  - 〒100-8265 - 東京都千代田区丸の内1-6-5（丸の内北口ビル25階）
- 東海支店（東海地方エリア担当）
  - 〒460-0003 - 名古屋市中区錦2-4-3（錦パークビル8階）
- 大阪支店（関西地方エリア担当）
  - 〒530-0001 - 大阪市北区梅田2-4-9（ブリーゼタワー31階）
- 京滋北陸支店（京滋・北陸地方エリア担当）
  - 〒530-0001 - 大阪市北区梅田2-4-9（ブリーゼタワー31階）
- 動物用薬品事業部 大阪桜島ディストリビューションセンター
  - 〒554-0031 - 大阪市此花区桜島3-4-9（三菱倉庫株式会社 桜島第二営業所1号配送センター内）
- 配送センター
  - 〒554-0031 - 大阪市此花区桜島3-4-24（三菱倉庫株式会社 桜島第二営業所3号配送センター内）
- 中四国支店（中国・四国地方エリア担当）
  - 〒730-0015 - 広島市中区橋本町10-10（広島インテス9階）
- 九州支店（九州地方・沖縄エリア担当）
  - 〒812-0011 - 福岡市博多区博多駅前1-21-28（博多駅前スクエア8階）
- 滋賀工場
  - 〒520-3493 - 滋賀県甲賀市甲賀町鳥居野121-1
- 動物用薬品事業部 仙台営業所（北日本エリア担当）
  - 〒981-0811 - 仙台市泉区泉中央1-14-1（インテレクト21 4階）
- 動物用薬品事業部 東京営業所（東日本エリア担当）
  - 〒100-8265 - 東京都千代田区丸の内1-6-5（丸の内北口ビル25階）
- 動物用薬品事業部 大阪営業所（中日本エリア担当）
  - 〒564-0051 - 大阪府吹田市豊津町10-34（日本生命江坂駅前ビル6階）
- 動物用薬品事業部 福岡営業所（西日本・南日本エリア担当）
  - 〒810-0042 - 福岡市中央区赤坂1-13-10（赤坂有楽ビル8階）

## 沿革
- 1973年4月 - バイエル社・武田薬品工業・吉富製薬の3社合弁により設立。
- 1988年 - カッター・ジャパン株式会社と合併
- 1995年5月 - 京都府木津町（現・木津川市）に中央研究所を開設。
- 2001年 - バイエル株式会社（現在のバイエルホールディング株式会社）の完全子会社となる。
- 2004年 - 中央研究所を閉鎖（施設は2005年にロート製薬へ売却し、2006年5月に「ロートリサーチビレッジ京都」に改称）。
- 2007年7月 - 日本シエーリング株式会社と統合。
- 2008年1月 - バイエルメディカル株式会社の動物用薬品事業部を統合。
- 2010年 - インテンディス株式会社を合併。
- 2016年7月 - アレルギー疾患治療剤「クラリチン」の日本におけるOTC医薬品に関するライセンスおよび商業化に関する条約を大正製薬と締結したことを発表[2]。
- 2017年1月 - 「クラリチン」のスイッチOTC製品がバイエル薬品として初めてのスイッチOTC医薬品として製造販売承認を取得[3]。前述の条約に基づき、同月に大正製薬が「クラリチンEX」として販売を開始。

## 不祥事
- 薬害エイズ事件
- カルテの無断閲覧　
  - 同社の営業担当社員のうち少なくとも3人が、2012年から2013年にかけ、宮崎県内の診療所で血栓症の患者数人に対し、血栓症薬「イグザレルト」に関するアンケートを実施したが、この際に、回答した患者のカルテを無断で閲覧の上で書き写していたことが明らかとなった。厚生労働省が個人情報保護法違反の疑いがあるとして調査を実施している[4]。
また、このアンケートの際に、内出血や湿疹などの副作用を12例把握していたにもかかわらず、法定期間内に厚生労働省に報告していなかったことが明らかになった[5]。